# Танюк, Леонид Степанович
Леонид Степанович (Лесь) Танюк (8 июля 1938, Жукин — 18 марта 2016, Киев) — украинский политический и общественный деятель, режиссёр, сценарист, Народный артист Украины (2008). Депутат Верховной Рады Украины 1—5 созывов.

## Биография
Родился 8 июля 1938 года в селе Жукин Киевской области в семье учителей. Отец — Степан Самойлович (1901—1982), учитель украинского языка и литературы. Мать — Наталья Николаевна (1902—1969), учительница иностранных языков.
Окончил школу в Луцке, работал литейщиком-формовщиком на заводе, окончил культурно-просветительский техникум, работал актером в Волынском областном драматическом театре. В 1963 году окончил Киевский национальный университет театра, кино и телевидения имени И. К. Карпенко-Карого.
В 1959—1963 гг. — президент Клуба творческой молодежи в Киеве. Ставил спектакли во Львовском украинском драматическом театре, Одесском театре им. Революции, Харьковском театре им. Шевченко.
Из-за преследований со стороны местных властей выехал в Москву. В 1965—1986 гг. — ставил спектакли в ЦДТ, МХАТе, театрах им. Станиславского, им. Пушкина, им. Моссовета. Вел правозащитную деятельность.
В 1986—1988 гг. — главный режиссёр Киевского молодежного театра. Был освобожден от занимаемой должности без права на режиссуру. Потом — на творческой работе, на руководящих должностях в Союзе театральных деятелей, заместитель председателя Киевского отделения Союза театральных деятелей Украины.
Владел немецким, французским, английским языками.
Умер в Киеве 18 марта 2016 года на 78-м году жизни от рака желудка. 22 марта в здании киевского «Клуба Кабинета министров» состоялась церемония прощания с Лесем Танюком, в которой принял участие президент Украины П. Порошенко. Похоронен на Байковом кладбище.

## Театральные постановки

#### Московский драматический театр имени А. С. Пушкина
- 1977 — «Когда город спит» А. В. Чхаидзе

### Политическая карьера
Депутат Верховной Рады Украины I созыва с 1990 по 1994 г. В 1990—1994 гг. — председатель Комиссии Верховной Рады Украины по вопросам культуры и духовного возрождения.
Депутат Верховной Рады Украины II созыва с 1994 по 1998 г. Заместитель председателя Комитета по вопросам культуры и духовности.
Депутат Верховной Рады Украины III созыва с 1998 по 2002 г. Председатель Комитета по вопросам культуры и духовности (1998).
Депутат Верховной Рады Украины IV созыва с 2002 по 2006 г от блока Виктора Ющенко «Наша Украина». Председатель Комитета по вопросам культуры и духовности (с июня 2002 года).
Депутат Верховной Рады V созыва с 2006 по 2007 г. — от блока «Наша Украина». Заместитель председателя Комитета по вопросам культуры и духовности (с июля 2006 года).
Председатель Союза театральных деятелей Украины (1991—2016).
Один из инициаторов создания Антикоммунистического антиимпериалистического фронта.
Самым опасным явлением в парламенте считал переход от одной политической силы к другой. Во времена Брежнева о таких людях говорили, что «есть ленинцы, а есть приспособленцы». Лесь Степанович считал, что болезни и у тех, и у других одинаковая, только лекарства разные. Он был уверен, что парламент должен стать коллективным умом и напоминал, что экономический рост всех богатых стран начинался с патриотизма, ставки на человека и интеллект.
Основатель и председатель Всеукраинского общества «Мемориал» имени В. Стуса (1989—2014), с 2014 — почётный председатель.

## Творческая деятельность
Автор более 600 публикаций на темы культуры, политики, искусства:
сборников стихов «Исповедь» (1968);
книг:
- «Марьян Крушельницкий» (1974, рус. 2007)
- «Хроника сопротивления» (1991)
- «Кто съел мое мясо?» (1994)
- «Монологи» (1994)
- «Як рубали фермерів під корінь» (1994)
- «Парастас» (1998)
- «Quo vadis, Украина?»,
- «Кому законы не писаны?»,
- «Сочинения в 3-х томах. Слово. Театр. Жизнь»;

Составитель и автор статей в книгах: «М. Кулиш. Сочинения в 2-х т.» (1990), «Лесь Курбас. Статьи и воспоминания» (1987), «Вячеслав Чорновил. Пульс украинской независимости» (2000), «Дневники без купюр» в 60 томах (вышло 37 томов).
Переводчик произведений Шекспира, Мольера, Брехта, Пиранделло, Апполлинера, романа Дж. Кэри «Любимец славы», Ж. Кесселя «Лев», Г. Крэг «Об искусстве театра» (1974) и других.
Режиссёр более 50 спектаклей: «Маклена Граса», «Патетическая соната» М. Кулиша, «Нож в солнце» по И. Драчу, «Мамаша Кураж» по Б. Брехту, «В день свадьбы» В. Розова, «Сказки А. Пушкина», «Месье де Пурсоньяк» по Мольеру, «Принц и нищий» по М. Твену, «Вдова полковника» Ю. Смуула, «Диктатура совести» М. Шатрова; инсценировщик и постановщик фильма-спектакля «Пушкинские сказки» (1973), режиссёр фильма «Десятая симфония».
Сценарист фильма «Голод-33» (1991), автор серии телефильмов о Расстрелянном Возрождении.

## Награды и звания
- Заслуженный деятель искусств Украины (1995)[4]
- Народный артист Украины (2008)[5]
- Орден князя Ярослава Мудрого ІV степени (2005)[6]
- Орден князя Ярослава Мудрого V степени (1998)[7]

## Общественная деятельность
В августе 2011 года было опубликовано так называемое «письмо десяти» — письмо украинской интеллигенции в поддержку политики Президента Украины Виктора Януковича. Одним из десяти подписантов был Лесь Танюк.